# Corofin Wetlands SPA
Corofin Wetlands SPA este o arie protejată (arie de protecție specială avifaunistică — SPA) din Irlanda întinsă pe o suprafață de 599,86 ha, integral pe uscat.

## Localizare
Centrul sitului Corofin Wetlands SPA este situat la coordonatele 52°57′12″N 9°02′42″W / 52.953369°N 9.045099°V.

## Înființare
Situl Corofin Wetlands SPA a fost declarat arie de protecție specială avifaunistică în iulie 2010 pentru a proteja 6 specii de animale.

## Biodiversitate
Situată în ecoregiunea atlantică, aria protejată nu include niciun habitat protejat.
La baza desemnării sitului se află mai multe specii protejate de  păsări (6): rață pitică (Anas crecca), rață fluierătoare (Anas penelope), rață pestriță (Anas strepera), lebădă de iarnă (Cygnus cygnus), sitar de mâl (Limosa limosa), corcodel mic (Tachybaptus ruficollis).